# Corrado Terzi
Corrado Terzi (Bergamo, 1923 – Milano, 1996) è stato un critico cinematografico e giornalista italiano.

## Biografia
Entrato presto in contatto con Ugo Casiraghi e Glauco Viazzi, con i quali restò sempre in corrispondenza e con la casa editrice Poligono, per cui pubblicò nel 1945 la sceneggiatura di Zuiderzee di Joris Ivens, iniziò a collaborare con riviste specializzate come «Cinema», «Bianco e Nero», «Cinema Nuovo» per divenire nel 1954 il critico cinematografico dell'«Avanti!». Nel 1968 iniziò la collaborazione con settimanale «ABC», divenendone direttore nel 1969. Molti dei suoi scritti furono raccolti nei volumi La quadratura del cinema. Scritti 1940-1995, a cura di Lorenzo Pellizzari, Cesena, Società editrice "II Ponte Vecchio", 1997, e Marcel Carne preceduto da: 'Poligono' e contorni, Cesena, Il Ponte Vecchio, 1999, editi nella Collana "Fondo Corrado Terzi".